# Wielka Sowa
Wielka Sowa, tyska: Hohe Eule, tjeckiska: Velká Sova, är ett berg i mellersta Sudeterna, beläget på gränsen mellan distrikten Powiat dzierżoniowski och Powiat kłodzki i Nedre Schlesiens vojvodskap i sydvästra Polen, strax söder om kurorten Walim och staden Pieszyce. Med en höjd på 1015 meter över havet utgör berget den högsta toppen i bergsmassivet Ugglebergen. På toppen finns ett utsiktstorn, uppfört 1906 som ett tyskt Bismarcktorn, sedermera omdöpt efter 1945 och renoverat 2008.
Från toppen är berget Ślęża, städerna Dzierżoniów, Pieszyce och Bielawa, Kłodzkodalen och Wrocław synliga vid optimala siktförhållanden.